# تجمع ثماعة (المحفد)

تعديل مصدري - تعديل

تجمع ثماعة هو أحد التجمعات البدوية في عزلة المحفد بمديرية المحفد التابعة لمحافظة أبين، بلغ تعداد سكانها 50 نسمة حسب تعداد اليمن لعام 2004.